# یاروهنیویتسه
یاروهنیویتسه (به چکی: Jarohněvice) یک منطقهٔ مسکونی در جمهوری چک است که در ناحیه کرومیریژ واقع شده‌است. یاروهنیویتسه ۴٫۹۸ کیلومتر مربع مساحت و ۲۶۵ نفر جمعیت دارد و ۲۰۷ متر بالاتر از سطح دریا واقع شده‌است.